# Tortula cardotii
Tortula cardotii là một loài rêu trong họ Pottiaceae. Loài này được Thér. & Naveau mô tả khoa học đầu tiên năm 1927.